# King of the Grey Islands
King of the Grey Islands è il nono album in studio dei Candlemass, pubblicato il 22 giugno 2007. La versione digipack dell'album include 2 ulteriori tracce bonus.

## Tracce
1. Prologue - 0:56
2. Emperor of the Void - 4:29
3. Devil Seed - 5:44
4. Of Stars and Smoke - 5:50
5. Demonia 6 - 6:23
6. Destroyer - 7:52
7. Man of Shadows - 6:17
8. Clearsight - 6:52
9. The Opal City - 1:13
10. Embracing the Styx - 8:19
11. Solitude - *
12. At the Gallows End - *

- - digipak bonus.

## Formazione

### Gruppo
- Robert Lowe - voce
- Mats Mappe Björkman - chitarra
- Lars Johansson - chitarra
- Leif Edling - basso
- Jan Lindh - batteria

### Altri musicisti
- Carl Westholm - tastiere